# Tyrkisk bad
 Der er for få eller ingen kildehenvisninger i denne artikel, hvilket er et problem. Du kan hjælpe ved at angive troværdige kilder til de påstande, som fremføres i artiklen.

Tyrkisk bad (tyrkisk: Hamam) er den tyrkiske udgave af dampbad, sauna eller russisk bad kendetegnet ved et fokus på vand, i modsætning til omgivelser i damp.
I Vesteuropa, var det tyrkiske bad som metode til at rense kroppen og afslapning især populær i løbet af Klunketiden. Processen omkring det at tage et tyrkisk bad svarer til den samme i en sauna, men er mere nært beslægtet med praksis i oldtidens græske og antikke romerske bade.
En person, der tager et tyrkisk bad slapper først af i et værelse, der er opvarmet ved en kontinuerlig strøm af varm tør luft, som gør det muligt for den badende at svede frit. Den badende kan derefter flytte til et endnu varmere værelse, inden den badende stænker sig med koldt vand. Efter at have udført en hel kropsvask og modtaget massage, trækker den badende sig omsider tilbage i et køligere rum for en periode af afslapning.